# シュルハン・アルーフ
シュルハン・アルーフ（Shulchan Aruch、ヘブライ語: שֻׁלְחָן עָרוּך‎ [ʃulˈħan ʕaˈʁuχ]、「用意されたテーブル」を意味する）は、ユダヤ教における様々な法典の中でも最も広く参照されている書物。1563年にヨセフ・カロによってオスマン帝国領パレスチナのツファット（現在はイスラエル領）で著され、その2年後にヴェネツィアで出版された。